# Crispatotrochus inornatus
Espèce
Statut CITES
Crispatotrochus inornatus est une espèce de coraux appartenant à la famille des Caryophylliidae.